# Tiago Mendes
Tiago Cardoso Mendes, noto semplicemente come Tiago (Viana do Castelo, 2 maggio 1981), è un allenatore di calcio ed ex calciatore portoghese, di ruolo centrocampista.

## Caratteristiche tecniche

### Giocatore
Era un interno di centrocampo, abile nel recupero e nella successiva distribuzione del pallone.

## Carriera

### Giocatore

#### Club

##### Braga
Esordisce nella stagione 1999-2000 nella squadra riserve del Braga e, la stagione successiva, entra a far parte della prima squadra, grazie anche alle ottime prestazioni nel primo campionato da professionista. Nella prima stagione in Primeira Liga diventa uno dei punti fermi della squadra che termina il campionato al quarto posto, conquistando la qualificazione alla Coppa UEFA.

##### Benfica
A metà della seconda stagione a Braga viene acquistato dal Benfica,
prestigioso club di Lisbona, con cui si consacra definitivamente conquistando il secondo posto nella Superliga 2002/03 e guadagnando la prima convocazione in nazionale. Il 25 gennaio 2004 nella partita contro il Vitória Guimarães il suo compagno di squadra il calciatore ungherese Miklós Fehér perde conoscenza in campo per un arresto cardiaco, Tiago è il primo a soccorrerlo insieme ai suoi compagni e ad alcuni giocatori del Vitoria, e viste le condizioni del compagno cade a terra in un fiume di lacrime sotto la pioggia battente che aveva colpito Guimaraes. L'anno successivo vince la Coppa di Portogallo contro il Porto di José Mourinho che al termine della stagione lo vuole con sé al Chelsea.

##### Chelsea e Lione
Trasferitosi a Londra per 12 milioni di euro, diventa subito protagonista della stagione vittoriosa dei Blues, disputando 51 partite a ottimi livelli e contribuendo alla vittoria della Premier League dopo cinquant'anni di attesa. Rimane agli ordini del tecnico portoghese solo una stagione e nell'estate del 2005 passa all'Olympique Lione nell'ambito dell'affare che porta Michael Essien in Inghilterra.
A Lione è relegato in un ruolo di copertura alle spalle di Juninho Pernambucano e Florent Malouda, ma riesce comunque a imporsi nella stagione della conquista del quinto titolo francese e si riconferma l'anno successivo, sostituendo degnamente il maliano Mahamadou Diarra e vincendo il secondo titolo consecutivo con il Lione.

##### Juventus

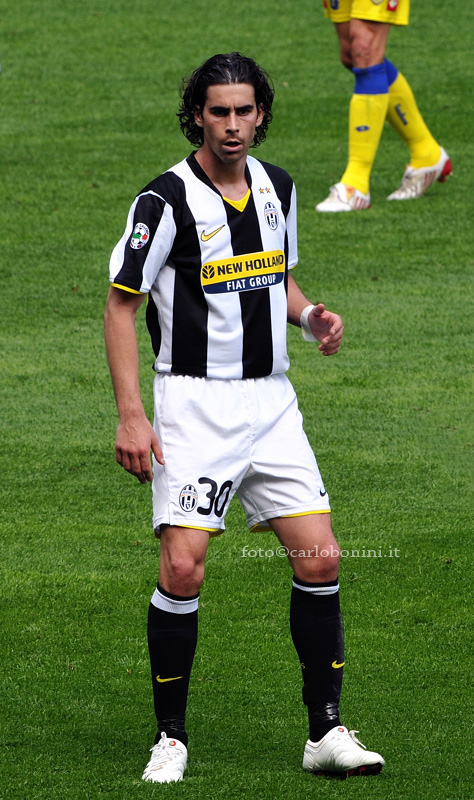
Tiago alla Juventus nel 2009

Nel mercato estivo è uno dei pezzi pregiati della società lionese: il 21 giugno 2007 passa alla Juventus per il costo di 14 milioni. Tuttavia nella prima stagione con la squadra torinese non riesce a esprimersi al meglio e per questo motivo trova poco spazio nel centrocampo a 4 di Claudio Ranieri, anche a causa del buon rendimento di Cristiano Zanetti. In campionato disputa 20 gare, quasi mai da titolare e con un rendimento di assai basso profilo, rivelandosi il grande flop del mercato della rinascita bianconera. Durante il mercato estivo viene spesso dato in partenza, tuttavia, soprattutto per sua volontà, nessuna delle piste alla fine si concretizza e rimane a Torino come centrocampista di riserva.
Dopo un inizio stagione nel quale è poco presente, anche a causa di un infortunio, riesce a disputare qualche spezzone di partita, nei quali mostra netti progressi rispetto alla stagione precedente, ricevendo anche i complimenti dell'allenatore Ranieri e del presidente Cobolli Gigli in seguito alla prestazione convincente contro il Bologna. Successivamente conferma le ottime impressioni destate in precedenza in gare di alto livello come gli scontri diretti con la Roma in campionato e il Real Madrid in UEFA Champions League.
Sabato 22 novembre 2008, al secondo minuto di gioco della partita Inter-Juventus, si procura una distorsione al ginocchio sinistro in seguito a un contrasto con l'interista Dejan Stanković, che lo costringe a uno stop di 30-40 giorni. Dopo l'infortunio gioca da titolare l'8 febbraio Catania-Juventus, confermando i miglioramenti visti in precedenza.
A causa degli infortuni di Zanetti e Sissoko, forma insieme a Marchisio la coppia titolare del centrocampo bianconero per parte della stagione.
L'anno successivo, nonostante il cambio di modulo della Juve in favore di un 4-3-1-2 a lui più congeniale, si dimostra in netto calo rispetto alla stagione precedente, disputando partite di non elevato spessore condite anche da grossolani errori, simili a quelli che avevano caratterizzato il suo difficile primo anno in bianconero. Trascorre una prima parte di stagione essenzialmente come riserva, per poi venire definitivamente accantonato dopo la partita di Champions con il Maccabi Haifa del 3 novembre 2009.

##### Atlético Madrid
L'8 gennaio 2010 viene ufficializzato il suo trasferimento all'Atlético Madrid, in prestito gratuito con diritto di riscatto. Nella seconda partita giocata da Tiago con la maglia dell'Atlético, in Copa del Rey contro il Celta Vigo, segna il suo primo gol. Chiuderà la stagione con 16 presenze in partite ufficiali e tre reti.
Il 16 agosto 2010 viene nuovamente ceduto in prestito oneroso all'Atlético Madrid, per 1 milione di euro. Pur non avendo partecipato alla vittoria in Europa League dei colchoneros (in quanto iscritto alla lista UEFA per la Juventus), viene convocato a tempo di record per la Supercoppa Europea, poi vinta (2-0) contro l'Inter. In seguito il club madrileno annuncerà che Tiago non verrà riscattato (nonostante nell'anno e mezzo passato a Madrid sia stato quasi sempre titolare e abbia fornito ottime prestazioni) e quindi dovrà fare ritorno a Torino.
Il 19 luglio 2011 la Juventus annuncia di aver risolto consensualmente il contratto con il calciatore. Il 20 luglio 2011 si accorda con l'Atlético Madrid. Nella stagione 2013-14 contribuisce, con 22 presenze e 2 gol, alla vittoria della Liga.
Il 28 novembre 2015 si rompe la tibia della gamba destra, nel corso della partita vinta contro l'Espanyol per 1-0, subendo uno stop forzato di almeno quattro mesi.

#### Nazionale

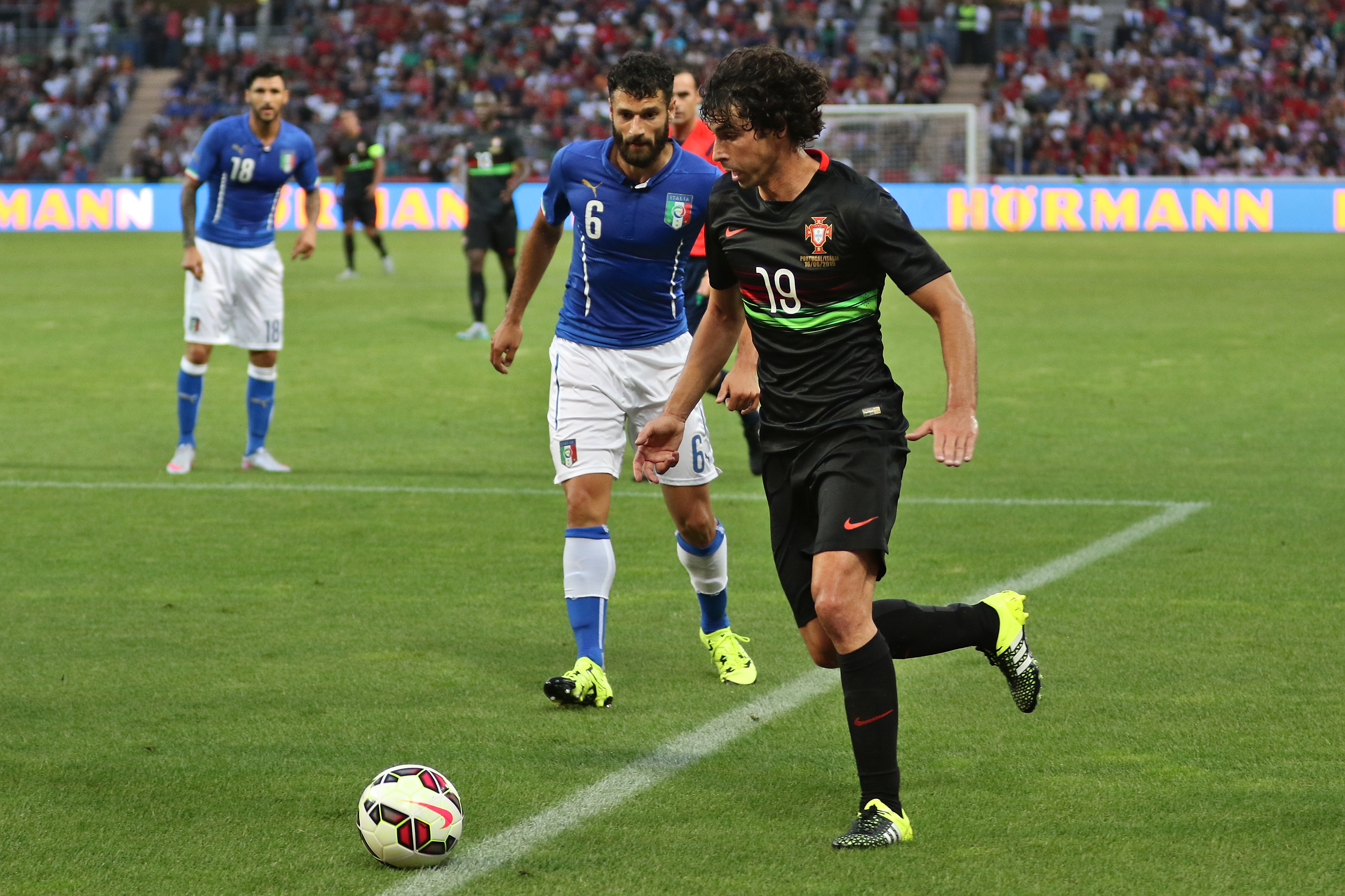
Tiago in azione in maglia portoghese nel 2015

Esordisce con la maglia della nazionale lusitana il 20 novembre 2002 nella vittoria 2-0 contro la Scozia, e realizza il proprio primo gol il 28 marzo 2007 a Belgrado contro la Serbia.
Prese parte all'Europeo 2004 con il Portogallo, che giunse al secondo posto, ma non scese mai in campo. Due anni dopo, nel 2006, è stato una della colonne portanti del centrocampo dei lusitani, giunti quarti ai Mondiali 2006 in Germania, con 5 presenze su 7 partite giocate dai portoghesi.
Torna a vestire la maglia della Selecção per la gara del 19 novembre 2008 a Brasilia contro il Brasile dopo 15 mesi di assenza.
Partecipa poi ai Mondiali di Sudafrica 2010 e il 21 giugno segna la sua prima doppietta in nazionale in occasione della vittoria 7-0 sulla Corea del Nord.
Torna in nazionale l'11 ottobre 2014 a distanza di 4 anni dall'ultima partita, disputando l'amichevole contro la Francia e altre partite fino al 2015.

### Allenatore
Il 14 luglio 2017, dopo essersi ritirato dal calcio giocato, entra nello staff di Simeone all'Atletico Madrid.

## Statistiche

### Presenze e reti nei club
Statistiche aggiornate al 21 maggio 2017.
| Stagione               | Squadra                | Campionato             | Campionato | Campionato | Coppe nazionali | Coppe nazionali | Coppe nazionali | Coppe continentali | Coppe continentali | Coppe continentali | Altre coppe | Altre coppe | Altre coppe | Totale | Totale |
| Stagione               | Squadra                | Comp                   | Pres       | Reti       | Comp            | Pres            | Reti            | Comp               | Pres               | Reti               | Comp        | Pres        | Reti        | Pres   | Reti   |
| ---------------------- | ---------------------- | ---------------------- | ---------- | ---------- | --------------- | --------------- | --------------- | ------------------ | ------------------ | ------------------ | ----------- | ----------- | ----------- | ------ | ------ |
| 1999-2000              | Braga                  | PL                     | 18         | 1          | CP              | 0               | 0               | -                  | -                  | -                  | -           | -           | -           | 18     | 1      |
| 2000-2001              | Braga                  | PL                     | 27         | 0          | CP              | 1               | 0               | -                  | -                  | -                  | -           | -           | -           | 28     | 0      |
| 2001-gen. 2002         | Braga                  | PL                     | 17         | 3          | CP              | 2               | 0               | -                  | -                  | -                  | -           | -           | -           | 19     | 3      |
| Totale Braga           | Totale Braga           | Totale Braga           | 62         | 4          |                 | 3               | 0               |                    |                    |                    |             |             |             | 65     | 4      |
| gen.-giu. 2002         | Benfica                | PL                     | 15         | 1          | CP              | -               | -               | -                  | -                  | -                  | -           | -           | -           | 15     | 1      |
| 2002-2003              | Benfica                | PL                     | 31         | 13         | CP              | 0               | 0               | -                  | -                  | -                  | -           | -           | -           | 31     | 13     |
| 2003-2004              | Benfica                | PL                     | 29         | 5          | CP              | 3               | 2               | CU                 | 8                  | 3                  | -           | -           | -           | 40     | 10     |
| Totale Benfica         | Totale Benfica         | Totale Benfica         | 75         | 19         |                 | 3               | 2               |                    | 8                  | 3                  |             |             |             | 86     | 24     |
| 2004-2005              | Chelsea                | PL                     | 34         | 4          | FACup+CdL       | 2+4             | 0               | UCL                | 11                 | 0                  | CS          | 1           | 0           | 52     | 4      |
| 2005-2006              | O. Lione               | L1                     | 29         | 6          | CF+CdL          | 3+0             | 0               | UCL                | 8                  | 2                  | -           | -           | -           | 40     | 8      |
| 2006-2007              | O. Lione               | L1                     | 27         | 4          | CF+CdL          | 2+3             | 0               | UCL                | 8                  | 2                  | SF          | 0           | 0           | 40     | 6      |
| Totale O. Lione        | Totale O. Lione        | Totale O. Lione        | 56         | 10         |                 | 8               | 0               |                    | 16                 | 4                  |             | 0           | 0           | 80     | 14     |
| 2007-2008              | Juventus               | A                      | 20         | 0          | CI              | 3               | 0               | -                  | -                  | -                  | -           | -           | -           | 23     | 0      |
| 2008-2009              | Juventus               | A                      | 15         | 0          | CI              | 2               | 0               | UCL                | 3                  | 0                  | -           | -           | -           | 20     | 0      |
| 2009-gen. 2010         | Juventus               | A                      | 7          | 0          | CI              | 0               | 0               | UCL                | 3                  | 0                  | -           | -           | -           | 10     | 0      |
| Totale Juventus        | Totale Juventus        | Totale Juventus        | 42         | 0          |                 | 5               | 0               |                    | 6                  | 0                  |             |             |             | 53     | 0      |
| gen.-giu. 2010         | Atlético Madrid        | PD                     | 18         | 2          | CR              | 5               | 1               | -                  | -                  | -                  | -           | -           | -           | 23     | 3      |
| 2010-2011              | Atlético Madrid        | PD                     | 31         | 4          | CR              | 2               | 0               | UEL                | 6                  | 1                  | -           | -           | -           | 39     | 5      |
| 2011-2012              | Atlético Madrid        | PD                     | 24         | 0          | CR              | 0               | 0               | UEL                | 8                  | 0                  | -           | -           | -           | 32     | 0      |
| 2012-2013              | Atlético Madrid        | PD                     | 22         | 2          | CR              | 3               | 0               | UEL                | 5                  | 0                  | -           | -           | -           | 30     | 2      |
| 2013-2014              | Atlético Madrid        | PD                     | 23         | 2          | CR              | 3               | 0               | UCL                | 7                  | 0                  | SS          | 0           | 0           | 33     | 2      |
| 2014-2015              | Atlético Madrid        | PD                     | 31         | 5          | CR              | 1               | 0               | UCL                | 4                  | 0                  | SS          | 1           | 0           | 37     | 5      |
| 2015-2016              | Atlético Madrid        | PD                     | 14         | 1          | CR              | 0               | 0               | UCL                | 5                  | 0                  | -           | -           | -           | 19     | 1      |
| 2016-2017              | Atlético Madrid        | PD                     | 12         | 1          | CR              | 0               | 0               | UCL                | 3                  | 0                  | -           | -           | -           | 15     | 1      |
| Totale Atlético Madrid | Totale Atlético Madrid | Totale Atlético Madrid | 175        | 17         |                 | 14              | 1               |                    | 38                 | 1                  |             | 1           | 0           | 228    | 19     |
| Totale carriera        | Totale carriera        | Totale carriera        | 444        | 54         |                 | 39              | 3               |                    | 79                 | 8                  |             | 2           | 0           | 564    | 65     |

### Cronologia presenze e reti in nazionale
| Cronologia completa delle presenze e delle reti in nazionale ― Portogallo | Cronologia completa delle presenze e delle reti in nazionale ― Portogallo | Cronologia completa delle presenze e delle reti in nazionale ― Portogallo | Cronologia completa delle presenze e delle reti in nazionale ― Portogallo | Cronologia completa delle presenze e delle reti in nazionale ― Portogallo | Cronologia completa delle presenze e delle reti in nazionale ― Portogallo | Cronologia completa delle presenze e delle reti in nazionale ― Portogallo | Cronologia completa delle presenze e delle reti in nazionale ― Portogallo |
| Data                                                                      | Città                                                                     | In casa                                                                   | Risultato                                                                 | Ospiti                                                                    | Competizione                                                              | Reti                                                                      | Note                                                                      |
| ------------------------------------------------------------------------- | ------------------------------------------------------------------------- | ------------------------------------------------------------------------- | ------------------------------------------------------------------------- | ------------------------------------------------------------------------- | ------------------------------------------------------------------------- | ------------------------------------------------------------------------- | ------------------------------------------------------------------------- |
| 20-11-2002                                                                | Braga                                                                     | Portogallo                                                                | 2 – 0                                                                     | Scozia                                                                    | Amichevole                                                                | -                                                                         | 83’                                                                       |
| 12-2-2003                                                                 | Genova                                                                    | Italia                                                                    | 1 – 0                                                                     | Portogallo                                                                | Amichevole                                                                | -                                                                         | 71’                                                                       |
| 30-4-2003                                                                 | Eindhoven                                                                 | Paesi Bassi                                                               | 1 – 1                                                                     | Portogallo                                                                | Amichevole                                                                | -                                                                         | 38’                                                                       |
| 10-6-2003                                                                 | Lisbona                                                                   | Portogallo                                                                | 4 – 0                                                                     | Bolivia                                                                   | Amichevole                                                                | -                                                                         |                                                                           |
| 11-10-2003                                                                | Lisbona                                                                   | Portogallo                                                                | 5 – 3                                                                     | Albania                                                                   | Amichevole                                                                | -                                                                         | 46’                                                                       |
| 18-2-2004                                                                 | Faro                                                                      | Portogallo                                                                | 1 – 1                                                                     | Inghilterra                                                               | Amichevole                                                                | -                                                                         | 61’                                                                       |
| 31-3-2004                                                                 | Braga                                                                     | Portogallo                                                                | 2 – 1                                                                     | Italia                                                                    | Amichevole                                                                | -                                                                         | 46’                                                                       |
| 28-4-2004                                                                 | Coimbra                                                                   | Portogallo                                                                | 2 – 2                                                                     | Svezia                                                                    | Amichevole                                                                | -                                                                         | 46’                                                                       |
| 29-5-2004                                                                 | Águeda                                                                    | Portogallo                                                                | 3 – 0                                                                     | Lussemburgo                                                               | Amichevole                                                                | -                                                                         | 59’                                                                       |
| 5-6-2004                                                                  | Setúbal                                                                   | Portogallo                                                                | 4 – 1                                                                     | Lituania                                                                  | Amichevole                                                                | -                                                                         | 64’                                                                       |
| 9-10-2004                                                                 | Vaduz                                                                     | Liechtenstein                                                             | 2 – 2                                                                     | Portogallo                                                                | Qual. Mondiali 2006                                                       | -                                                                         | 46’ 70’                                                                   |
| 17-11-2004                                                                | Lussemburgo                                                               | Lussemburgo                                                               | 0 – 5                                                                     | Portogallo                                                                | Qual. Mondiali 2006                                                       | -                                                                         | 71’                                                                       |
| 9-2-2005                                                                  | Dublino                                                                   | Irlanda                                                                   | 1 – 0                                                                     | Portogallo                                                                | Amichevole                                                                | -                                                                         | 46’                                                                       |
| 4-6-2005                                                                  | Lisbona                                                                   | Portogallo                                                                | 2 – 0                                                                     | Slovacchia                                                                | Qual. Mondiali 2006                                                       | -                                                                         | 88’                                                                       |
| 8-6-2005                                                                  | Tallinn                                                                   | Estonia                                                                   | 0 – 1                                                                     | Portogallo                                                                | Qual. Mondiali 2006                                                       | -                                                                         | 88’                                                                       |
| 17-8-2005                                                                 | Ponta Delgada                                                             | Portogallo                                                                | 2 – 0                                                                     | Egitto                                                                    | Amichevole                                                                | -                                                                         |                                                                           |
| 8-10-2005                                                                 | Aveiro                                                                    | Portogallo                                                                | 2 – 1                                                                     | Liechtenstein                                                             | Qual. Mondiali 2006                                                       | -                                                                         | 71’                                                                       |
| 12-10-2005                                                                | Porto                                                                     | Portogallo                                                                | 3 – 0                                                                     | Lettonia                                                                  | Qual. Mondiali 2006                                                       | -                                                                         | 27’                                                                       |
| 12-11-2005                                                                | Coimbra                                                                   | Portogallo                                                                | 2 – 0                                                                     | Croazia                                                                   | Amichevole                                                                | -                                                                         | 78’                                                                       |
| 15-11-2005                                                                | Belfast                                                                   | Irlanda del Nord                                                          | 1 – 1                                                                     | Portogallo                                                                | Amichevole                                                                | -                                                                         | 76’                                                                       |
| 27-5-2006                                                                 | Évora                                                                     | Portogallo                                                                | 4 – 1                                                                     | Capo Verde                                                                | Amichevole                                                                | -                                                                         | 66’                                                                       |
| 3-6-2006                                                                  | Metz                                                                      | Portogallo                                                                | 3 – 0                                                                     | Lussemburgo                                                               | Amichevole                                                                | -                                                                         | 67’                                                                       |
| 11-6-2006                                                                 | Colonia                                                                   | Portogallo                                                                | 1 – 0                                                                     | Angola                                                                    | Mondiali 2006 - 1º turno                                                  | -                                                                         | 82’                                                                       |
| 17-6-2006                                                                 | Francoforte sul Meno                                                      | Portogallo                                                                | 2 – 0                                                                     | Iran                                                                      | Mondiali 2006 - 1º turno                                                  | -                                                                         | 80’                                                                       |
| 21-6-2006                                                                 | Gelsenkirchen                                                             | Portogallo                                                                | 2 – 1                                                                     | Messico                                                                   | Mondiali 2006 - 1º turno                                                  | -                                                                         |                                                                           |
| 25-6-2006                                                                 | Norimberga                                                                | Portogallo                                                                | 1 – 0                                                                     | Paesi Bassi                                                               | Mondiali 2006 - Ottavi di finale                                          | -                                                                         | 84’                                                                       |
| 1-7-2006                                                                  | Gelsenkirchen                                                             | Portogallo                                                                | 0 – 0 dts (3 – 1 dtr)                                                     | Inghilterra                                                               | Mondiali 2006 - Quarti di finale                                          | -                                                                         | 74’                                                                       |
| 1-9-2006                                                                  | Copenaghen                                                                | Danimarca                                                                 | 4 – 2                                                                     | Portogallo                                                                | Amichevole                                                                | -                                                                         | 46’                                                                       |
| 6-9-2006                                                                  | Helsinki                                                                  | Finlandia                                                                 | 1 – 1                                                                     | Portogallo                                                                | Qual. Euro 2008                                                           | -                                                                         | 85’                                                                       |
| 7-10-2006                                                                 | Porto                                                                     | Portogallo                                                                | 3 – 0                                                                     | Azerbaigian                                                               | Qual. Euro 2008                                                           | -                                                                         | 64’                                                                       |
| 11-10-2006                                                                | Chorzów                                                                   | Polonia                                                                   | 2 – 1                                                                     | Portogallo                                                                | Qual. Euro 2008                                                           | -                                                                         | 46’                                                                       |
| 15-11-2006                                                                | Coimbra                                                                   | Portogallo                                                                | 3 – 0                                                                     | Kazakistan                                                                | Qual. Euro 2008                                                           | -                                                                         |                                                                           |
| 6-2-2007                                                                  | Londra                                                                    | Portogallo                                                                | 2 – 0                                                                     | Brasile                                                                   | Amichevole                                                                | -                                                                         | 67’                                                                       |
| 24-3-2007                                                                 | Lisbona                                                                   | Portogallo                                                                | 4 – 0                                                                     | Belgio                                                                    | Qual. Euro 2008                                                           | -                                                                         |                                                                           |
| 28-3-2007                                                                 | Belgrado                                                                  | Serbia                                                                    | 1 – 1                                                                     | Portogallo                                                                | Qual. Euro 2008                                                           | 1                                                                         |                                                                           |
| 2-6-2007                                                                  | Bruxelles                                                                 | Belgio                                                                    | 1 – 2                                                                     | Portogallo                                                                | Qual. Euro 2008                                                           | -                                                                         |                                                                           |
| 5-6-2007                                                                  | Madinat al-Kuwait                                                         | Kuwait                                                                    | 1 – 1                                                                     | Portogallo                                                                | Amichevole                                                                | -                                                                         | 46’                                                                       |
| 22-8-2007                                                                 | Erevan                                                                    | Armenia                                                                   | 1 – 1                                                                     | Portogallo                                                                | Qual. Euro 2008                                                           | -                                                                         |                                                                           |
| 19-11-2008                                                                | Brasilia                                                                  | Brasile                                                                   | 6 – 2                                                                     | Portogallo                                                                | Amichevole                                                                | -                                                                         | 46’                                                                       |
| 11-2-2009                                                                 | Faro                                                                      | Portogallo                                                                | 1 – 0                                                                     | Finlandia                                                                 | Amichevole                                                                | -                                                                         | 46’                                                                       |
| 28-3-2009                                                                 | Porto                                                                     | Portogallo                                                                | 0 – 0                                                                     | Svezia                                                                    | Qual. Mondiali 2010                                                       | -                                                                         | 61’                                                                       |
| 31-3-2009                                                                 | Losanna                                                                   | Portogallo                                                                | 2 – 0                                                                     | Sudafrica                                                                 | Amichevole                                                                | -                                                                         | 74’                                                                       |
| 10-6-2009                                                                 | Tallinn                                                                   | Estonia                                                                   | 0 – 0                                                                     | Portogallo                                                                | Amichevole                                                                | -                                                                         |                                                                           |
| 12-8-2009                                                                 | Vaduz                                                                     | Liechtenstein                                                             | 0 – 3                                                                     | Portogallo                                                                | Amichevole                                                                | -                                                                         | 54’                                                                       |
| 5-9-2009                                                                  | Copenaghen                                                                | Danimarca                                                                 | 1 – 1                                                                     | Portogallo                                                                | Qual. Mondiali 2010                                                       | -                                                                         | 46’                                                                       |
| 9-9-2009                                                                  | Budapest                                                                  | Ungheria                                                                  | 0 – 1                                                                     | Portogallo                                                                | Qual. Mondiali 2010                                                       | -                                                                         | 90’                                                                       |
| 14-11-2009                                                                | Lisbona                                                                   | Portogallo                                                                | 1 – 0                                                                     | Bosnia ed Erzegovina                                                      | Qual. Mondiali 2010                                                       | -                                                                         | 84’                                                                       |
| 18-11-2009                                                                | Zenica                                                                    | Bosnia ed Erzegovina                                                      | 1 – 1                                                                     | Portogallo                                                                | Qual. Mondiali 2010                                                       | -                                                                         |                                                                           |
| 3-3-2010                                                                  | Coimbra                                                                   | Portogallo                                                                | 2 – 0                                                                     | Cina                                                                      | Amichevole                                                                | -                                                                         | 46’                                                                       |
| 24-5-2010                                                                 | Covilhã                                                                   | Portogallo                                                                | 0 – 0                                                                     | Capo Verde                                                                | Amichevole                                                                | -                                                                         | 56’                                                                       |
| 8-6-2010                                                                  | Johannesburg                                                              | Portogallo                                                                | 3 – 0                                                                     | Mozambico                                                                 | Amichevole                                                                | -                                                                         | 61’                                                                       |
| 15-6-2010                                                                 | Port Elizabeth                                                            | Costa d'Avorio                                                            | 0 – 0                                                                     | Portogallo                                                                | Mondiali 2010 - 1º turno                                                  | -                                                                         | 62’                                                                       |
| 21-6-2010                                                                 | Città del Capo                                                            | Portogallo                                                                | 7 – 0                                                                     | Corea del Nord                                                            | Mondiali 2010 - 1º turno                                                  | 2                                                                         |                                                                           |
| 25-6-2010                                                                 | Durban                                                                    | Portogallo                                                                | 0 – 0                                                                     | Brasile                                                                   | Mondiali 2010 - 1º turno                                                  | -                                                                         | 31’                                                                       |
| 29-6-2010                                                                 | Città del Capo                                                            | Spagna                                                                    | 1 – 0                                                                     | Portogallo                                                                | Mondiali 2010 - Ottavi di finale                                          | -                                                                         | 80’                                                                       |
| 7-9-2010                                                                  | Oslo                                                                      | Norvegia                                                                  | 1 – 0                                                                     | Portogallo                                                                | Qual. Euro 2012                                                           | -                                                                         | 72’                                                                       |
| 8-10-2010                                                                 | Porto                                                                     | Portogallo                                                                | 3 – 1                                                                     | Danimarca                                                                 | Qual. Euro 2012                                                           | -                                                                         | 75’                                                                       |
| 12-10-2010                                                                | Reykjavík                                                                 | Islanda                                                                   | 1 – 3                                                                     | Portogallo                                                                | Qual. Euro 2012                                                           | -                                                                         | 77’ 79’                                                                   |
| 11-10-2014                                                                | Saint-Denis                                                               | Francia                                                                   | 2 – 1                                                                     | Portogallo                                                                | Amichevole                                                                | -                                                                         | 68’                                                                       |
| 14-10-2014                                                                | Copenaghen                                                                | Danimarca                                                                 | 0 – 1                                                                     | Portogallo                                                                | Qual. Euro 2016                                                           | -                                                                         | 84’                                                                       |
| 14-11-2014                                                                | Faro                                                                      | Portogallo                                                                | 1 – 0                                                                     | Armenia                                                                   | Qual. Euro 2016                                                           | -                                                                         | 36’                                                                       |
| 18-11-2014                                                                | Manchester                                                                | Argentina                                                                 | 0 – 1                                                                     | Portogallo                                                                | Amichevole                                                                | -                                                                         | 57’ 78’                                                                   |
| 29-3-2015                                                                 | Lisbona                                                                   | Portogallo                                                                | 2 – 1                                                                     | Serbia                                                                    | Qual. Euro 2016                                                           | -                                                                         |                                                                           |
| 13-6-2015                                                                 | Erevan                                                                    | Armenia                                                                   | 2 – 3                                                                     | Portogallo                                                                | Qual. Euro 2016                                                           | -                                                                         | 33’, 62’                                                                  |
| 16-6-2015                                                                 | Ginevra                                                                   | Italia                                                                    | 0 – 1                                                                     | Portogallo                                                                | Amichevole                                                                | -                                                                         | 46’                                                                       |
| 8-10-2015                                                                 | Braga                                                                     | Portogallo                                                                | 1 – 0                                                                     | Danimarca                                                                 | Qual. Euro 2016                                                           | -                                                                         |                                                                           |
| Totale                                                                    |                                                                           | Presenze                                                                  | 66                                                                        |                                                                           | Reti                                                                      | 3                                                                         |                                                                           |

## Palmarès

### Giocatore

#### Club

##### Competizioni nazionali
- Coppa del Portogallo: 1

Benfica: 2003-2004
- Campionato inglese: 1

Chelsea: 2004-2005
- Coppa di Lega inglese: 1

Chelsea: 2004-2005
- Community Shield: 1

Chelsea: 2005
- Campionato francese: 2

Lione: 2005-2006, 2006-2007
- Supercoppa francese: 1

Lione: 2006
- Coppa di Spagna: 1

Atletico Madrid: 2012-2013
- Campionato spagnolo: 1

Atlético Madrid: 2013-2014
- Supercoppa di Spagna: 1

Atlético Madrid: 2014

##### Competizioni internazionali
- Supercoppa UEFA: 2

Atlético Madrid: 2010, 2012
- UEFA Europa League: 1

Atlético Madrid: 2011-2012